# کریستیان توبیرا
کریستیان توبیرا (Christiane Taubira؛ زاده ۲ فوریه ۱۹۵۲) سیاستمدار فرانسوی است که از مه ۲۰۱۵ تا ژانویه ۲۰۱۶ وزیر دادگستری دولت فرانسه به ریاست‌جمهوری فرانسوا اولاند بود. وی در ۲۷ ژانویه ۲۰۱۶ از مقامش استعفا داد.